# Yelo Molo
Pour les articles homonymes, voir Molo.
Yelo Molo est un groupe de musique québécois de ska-pop, originaire de la ville de Sainte-Julienne, dans la région de Lanaudière, créé en 1997. En août 2022, le groupe annonce sa séparation avec un dernier spectacle prévu pour le 21 janvier 2023. Quelques spectacles sont encore prévu plus tard en 2023.

## Membres
Le groupe original est composé de 6 membres :
- Stéphane Yelle, voix et guitare (auteur et compositeur de la majorité des pièces originales du groupe[2])
- Stéphane Bédard, trompette et chœur
- Patrick Fréchette, guitare et chœur
- Sébastien Lamer, trombone et chœur
- Yanick Boivin, percussion, batterie et chœur (auteur compositeur)
- François-Charles Turcotte, basse

Aujourd’hui,
- Stéphane Yelle, voix et guitare (auteur et compositeur de la majorité des pièces originales du groupe[2])
- Sébastien Lamer, trombone et chœur
- David Robitaille, alias Davis, trompette (depuis 2017)
- Tommy Ladouceur, percussion, batterie et chœur (depuis 2017)
- Dominic Beaudoin-Mercier, basse (depuis 2019)
- Julie Vaudeville, chœur (depuis 2016)

## Prix
- Finaliste à L'Empire des futures stars (1998)

## Discographie
Écoute! — Septembre 1999
1. Novae
2. On veut ton bien
3. Gros zéro
4. Moé j'joue pus
5. À y penser
6. Du tout
7. La Chose
8. Sabrina
9. Amène ta bouche!
10. Squeegee Deadly
11. Au départ
12. La Symphonie du silence
13. La Fable à la recherche d'une morale

Méli-Molo — Mai 2001
1. Feel
2. Close
3. La Fable à la recherche d'une morale
4. La Chose
5. My own way
6. See You
7. Le Sentier étroit
8. Délivrance
9. Ma pluie
10. Re-feel
11. Goldorak
12. Les Mystérieuses Cités d'or
13. Hommage à Mario
14. Le Petit Castor

Snooze — Mars 2002
1. La Clepsydre
2. Ma folie virtuelle
3. Snooze
4. Dans mon noir
5. Malaise
6. Alcyon
7. Laisse-toi pas t'en aller
8. Si je rêve
9. En vedette :...
10. Paisible
11. Surf Ace
12. Le Serment d'Hypocrite

Show Business — Août 2004
1. Junior
2. Québec art
3. À chaque fois que tu me rattrapes
4. Faire semblant
5. La Quête en vain
6. Sans intrigue
7. L'Inaperçu
8. Le Reflet
9. L'Après-bal
10. Le Vin ignoble
11. Ma petite princesse

Emmène-moi kekpart - Août 2009
1. Emmène-moi kekpart
2. Voyage
3. Elle lui dit
4. Tout tourne carré
5. Antoine
6. J'adore t'aimer
7. Les Biscuits chinois
8. C'est ben trop facile
9. Bonheur dans une fleur
10. L'Appel du firmament
11. Farah
12. J'espère encore
13. Parle-lui

L’amour alpha - Septembre 2018
1. Alpha
2. Ma Seule alliée
3. Anouska
4. Bêta
5. Atypique
6. Aux km de tes pas
7. Quoi que tu fasses
8. T mon TNT
9. Natan
10. Juillet
11. Élia
12. L'artisan
13. Le Relais
14. Ton fiel

Ska All Over You
1. Ska All Over You
2. Another Step
3. Until Always
4. Take Me To That Place
5. Whatever You Do
6. Joly
7. Chicago Way
8. Anouska, Pt. 1
9. Anouska, Pt. 2
10. The Miradors
11. You put a Spell on Me
12. No Future
13. Escape

Dubaï - Avril 2022
1. Intro
2. Sans merci
3. Mon cœur
4. Dubaï
5. Leurs accords
6. Yves Benny
7. T mon TNT
8. Dans le sud
9. Besse
10. Le misanthrope
11. Brise
12. Tournent sans cesse
13. Outro